# نقشه‌برداری آسمانی کاتالینا

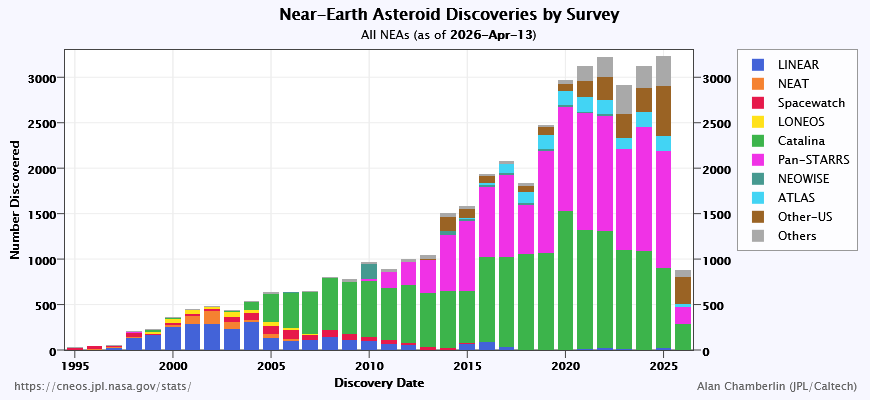
Number of NEOs detected by various projects:

| لینیر NEAT دیده‌بان‌فضا LONEOS | نقشه‌برداری آسمانی کاتالینا Pan-STARRS کاوشگر نقشه‌بردار فروسرخ میدان وسیع دیگران |

 نقشه‌برداری آسمانی کاتالینا (به انگلیسی: Catalina Sky Survey)، یا (سی‌اس‌اس CSS) مجری پروژهٔ کشف دنباله‌دارها و سیارک‌ها، و جستجو برای شناسایی اجرام کوچک نزدیک به زمین (ان‌ای‌اُ اس NEOS) است. به گفتاری دقیق‌تر، کاتالینا سرگرم جستجو برای یافتن سیارک‌های بالقوه خطرناک است که می‌توانند که از نظر برخورد با زمین تهدیدی برای آن در برداشته‌باشند. همتای نیمکرهٔ جنوبیِ کاتالینا، نقشه‌برداری آسمانی سیدینگ‌سپرینگ (اس‌اس‌اس SSS) در استرالیا بود که در سال ۲۰۱۳ با توجه به نبودن بودجه بسته شد.